# Rendaku

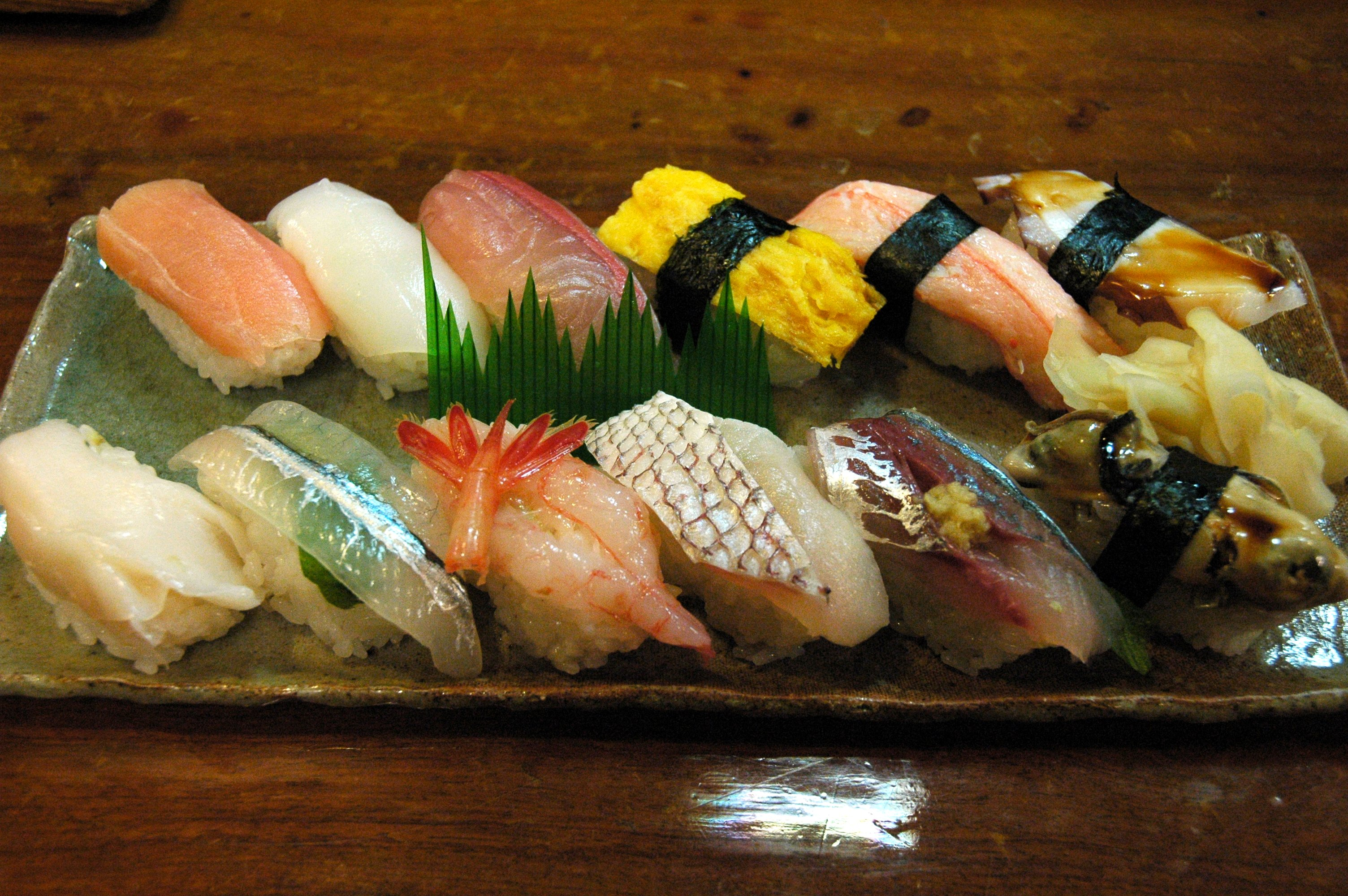
Nigiri-Sushi: Bei der Zusammensetzung der Wörter nigiri („Ballen“) und sushi wird im Japanischen der normalerweise stimmlose Konsonant /s/ stimmhaft als /z/ ausgesprochen: nigirizushi

Rendaku (jap. 連濁, zusammengesetzt aus 連, ren, „nachfolgen“ und 濁, daku, „trüb/stimmhaft werden“) ist ein morphonologisches Phänomen in der japanischen Sprache, bei dem in zusammengesetzten Wörtern der erste Konsonant der zweiten Komponente stimmhaft wird. So beginnt zum Beispiel das Wort kami („Papier“) mit dem stimmlosen Konsonanten /k/, in einem Kompositum wie origami verändert er sich jedoch in das stimmhafte /g/. Wegen der Unregelmäßigkeiten, mit denen das Phänomen eintritt oder unterbleibt, stellt es nicht nur beim Erlernen des Japanischen als Fremdsprache eine Schwierigkeit dar, sondern mitunter auch für Muttersprachler, vor allem bei selten verwendeten Wörtern und insbesondere bei Eigennamen. Aus diesem Grund ist Rendaku auch ein häufiger Untersuchungsgegenstand der Sprachwissenschaft. Eine in vielen Fällen anwendbare Bedingung, die zuverlässig Rendaku unterdrückt, ist Lymans Gesetz. Auch die Etymologie der beteiligten Wörter spielt eine wichtige Rolle.
In diesem Artikel wird das Hepburn-System zur Umschrift des Japanischen in das lateinische Alphabet verwendet; zur Aussprache siehe Japanische Sprache#Phonologie, insbesondere wird /z/ als stimmhaftes /s/ wie in Deutsch „Rasen“ und /j/ ungefähr wie in Englisch „Jeep“ gesprochen.

## Übersicht
In der japanischen Sprache können, ganz ähnlich wie im Deutschen, Wörter zu Komposita zusammengesetzt werden. Beispiele wie natsu + yasumi → natsuyasumi („Sommer“ + „Rast/Freizeit“ → „Sommerferien“) oder ko + inu → koinu („Kind“ + „Hund“ → „Welpe“) zeigen, dass dabei die Wörter im Allgemeinen einfach unverändert aneinandergesetzt werden. Wenn jedoch das zweite Wort mit einem stimmlosen Konsonanten beginnt, so wird dieser häufig durch einen stimmhaften ersetzt. Im Einzelnen ergeben sich dabei die folgenden Fälle mit Beispielen:
- /k/ → /g/: yuki + kutsu → yukigutsu („Schnee“ + „Schuhe“ → „Schneeschuhe“)
- /s/ → /z/: ama + sake → amazake („süß“ + „Sake“ → „Amazake“)
- /sh/ → /j/: takara + shima → takarajima („Schatz“ + „Insel“ → „Schatzinsel“)
- /t/ → /d/: me + tama → medama („Auge“ + „Ball“ → „Augapfel“)
- /ch/ → /j/: hana + chi → hanaji („Nase“ + „Blut“ → „Nasenbluten“)
- /ts/ → /z/: tachi + tsukue → tachizukue („Stehen“ + „Schreibtisch“ → „Stehpult“)
- /h/ → /b/: su + hako → subako („Nest“ + „Kasten“ → „Nistkasten“)
- /f/ → /b/: watashi + fune → watashibune („Hinüberbringen“ + „Schiff“ → „Fähre“)

Im Wesentlichen wird also der jeweilige stimmlose Konsonant durch seine stimmhafte Version ersetzt. Der irregulär erscheinende Wechsel zu /b/ lässt sich linguistisch dadurch erklären, dass in der altjapanischen Sprache, der ältesten Sprachstufe des Japanischen, für die Schriftquellen vorliegen, die modernen Konsonanten /h/ und /f/ beide als /p/ ausgesprochen wurden. Die übrigen Unregelmäßigkeiten entstehen durch die Transkription in das lateinische Alphabet; bei Verwendung der japanischen Silbenschriften Hiragana oder Katakana ergibt sich der Wechsel einheitlich durch Hinzufügen von zwei kleinen Strichen oben rechts, genannt Dakuten, an das Schriftzeichen, zum Beispiel  
た, ち, つ, て, と → だ, ぢ, づ, で, ど    (ta, chi, tsu, te, to → da, ji, zu, de, do).
Bei der Schreibung von Wörtern mit Kanji, also mit den aus der chinesischen Schrift übernommenen Zeichen, bleibt Rendaku hingegen unmarkiert, d. h., die Aussprache kann dann nicht direkt aus dem geschriebenen Wort erschlossen werden.

## Bedingungen, die Rendaku beeinflussen

### Lymans Gesetz
Lymans Gesetz beschreibt eine phonologische Bedingung, die zuverlässig Rendaku verhindert. Es besagt: Wenn ein Wort einen stimmhaften Obstruenten (/g/, /z/, /j/, /d/ oder /b/) enthält, dann bleibt in Zusammensetzungen der erste Konsonant stimmlos; es tritt dann also kein Rendaku ein. Zum Beispiel enthält das Wort kabe („Wand“) den stimmhaften Obstruenten /b/, bleibt also nach Lymans Gesetz in Komposita wie ishi + kabe → ishikabe („Stein“ + „Wand“ → „Steinwand“) immer unverändert. Weitere Beispiele für Lymans Gesetz mit anderen stimmhaften Obstruenten sind:
- tsuno + tokage → tsunotokage („Horn“ + „Echse“ → „Hornechse“),
- kita + kaze → kitakaze („Norden“ + „Wind“ → „Nordwind“),
- ha + kujira → hakujira („Zahn“ + „Wal“ → „Zahnwal“),
- tori + hada → torihada („Vogel“ + „Haut“ → „Gänsehaut“).

Das Beispiel tokage zeigt auch, dass sich der stimmhafte Obstruent, hier /g/, nicht unbedingt in der zweiten Silbe des Worts befinden muss, um Rendaku zu hemmen. Ausnahmen zu Lymans Gesetz sind sehr selten; zu den wenigen allgemein geläufigen Beispielen gehören nawa + hashigo → nawabashigo („Seil“ + „Leiter“ → „Strickleiter“) und einige andere Zusammensetzungen mit hashigo.
Lymans Gesetz ist benannt nach Benjamin Smith Lyman (1835–1920), der es 1894 erstmals in der westlichen Literatur beschrieb. Es wurde allerdings bereits zuvor von japanischen Linguisten entdeckt und formuliert.

### Wortherkunft
Der japanische Wortschatz lässt sich nach seiner Herkunft in vier Gruppen einteilen: japanische Erbwörter, Lehnwörter aus dem Chinesischen, Lehnwörter aus anderen Sprachen (Gairaigo) und onomatopoetische Wörter. Rendaku ist im Wesentlichen ein Phänomen, das japanische Erbwörter betrifft. So fallen alle in diesem Artikel bisher genannten Beispiele in diese Kategorie. In den anderen drei Gruppen tritt Rendaku – mit abnehmenden Wahrscheinlichkeiten – deutlich seltener auf. Genauer lässt sich feststellen:
- Chinesische Lehnwörter: Aufgrund des großen Einflusses der chinesischen Kultur in Ostasien seit der Antike enthält die japanische Sprache viele Wörter, die aus dem Chinesischen entlehnt wurden. Insbesondere in formelleren oder technischen Texten ist häufig der Anteil an Begriffen aus dieser Kategorie hoch – grob vergleichbar mit der Rolle lateinischer Fremdwörter im Deutschen. Rendaku ist in Komposita mit chinesischen Lehnwörtern eher selten, kommt aber durchaus vor, besonders in geläufigen Zusammensetzungen wie beispielsweise chū + koku → chūgoku („Mitte“ + „Land“ → „China“) oder kabushiki + kaisha → kabushikigaisha („Aktie“ + „Firma“ → „Aktiengesellschaft“).
- Gairaigo: In der japanischen Sprache werden auch zahlreiche Wörter aus anderen Sprachen verwendet, seit der Mitte des 20. Jahrhunderts vor allem aus dem Englischen. Rendaku ist in dieser Kategorie sehr selten, Ausnahmen gibt es vor allem bei Wörtern, die bereits vor Längerem übernommen wurden und gut integriert sind, zum Beispiel bei Komposita mit kappa („Regenmantel“), das sich aus dem portugiesischen Wort capa herleitet.
- Onomatopoesie: Das Japanische ist reich an Wörtern, die Geräusche nachbilden oder die allgemeiner durch ihren Klang eine Eigenschaft von Objekten oder ein Gefühl darstellen. Bei solchen onomatopoetischen Wörtern findet kein Rendaku statt. So bleibt beispielsweise bei Reduplikationen wie tonton („Klopfen“), kirakira („funkelnd“) oder fuwafuwa („flauschig/flockig“) der zweite Teil des Wortes unverändert.

### Weitere Kriterien
Wie die bisherigen Beispiele zeigen, ergibt sich im Japanischen, wie auch im Deutschen, die Bedeutung eines Kompositums A + B → AB im Allgemeinen dadurch, dass das Grundwort B durch A genauer bestimmt wird (sogenanntes Determinativkompositum). Manche Zusammensetzungen haben hingegen eher die Bedeutung „A und B“ (Kopulativkompositum oder auch Dvandva genannt). In diesem zweiten Fall wird Rendaku regelmäßig unterdrückt. Ein Minimalbeispiel ist yama + kawa → yamakawa („Berg“ + „Fluss“ → „Berg und Fluss“) im Gegensatz zu yamagawa („Bergfluss“).
Die sogenannte Verzweigungsbedingung ist ein Kriterium für Rendaku bei Komposita aus mehr als zwei Wörtern. Diese können rekursiv als Zusammensetzungen von Komposita aufgefasst werden. Wenn dabei die zweite Komponente eines Kompositums selbst zusammengesetzt ist (A + BC → ABC), dann wird in deren erstem Teil B Rendaku unterdrückt. Ein Minimalbeispiel ist
nuri + kasa + ire → nurikasaire („Lack“ + „Schirm“ + „Behälter“ → „Lack-Schirmbehälter / ein lackierter Behälter für Schirme“)
ohne Rendaku, im Gegensatz zu nurigasaire („Lackschirm-Behälter / ein Behälter für lackierte Schirme“).
Einige Wörter wie beispielsweise kita („Norden“), hime („Prinzessin“) oder katachi („Form“) sind aus bisher unbekannten Gründen völlig immun gegen Rendaku, bleiben also bei Zusammensetzungen stets unverändert. Zudem gibt es einige Präfixe, die Rendaku beim folgenden Wort hemmen, beispielsweise ma- („direkt“), hatsu- („zuerst/Anfang“), kata- („eine Seite“), altjapanische Zahlwörter wie hito- („eins“), futa- („zwei“), mi- („drei“) usw. oder Honorativpräfixe wie o-, go- und mi-.